# Klub Stypendystów Zagranicznych Fundacji na rzecz Nauki Polskiej
Klub Stypendystów Zagranicznych Fundacji na rzecz Nauki Polskiej jest stowarzyszeniem naukowym skupiającym laureatów stypendium FNP typu post-doc (obecnie program KOLUMB) Fundacji na rzecz Nauki Polskiej.
Został założony podczas zainicjowanego przez Fundację spotkania w roku 2000. Początkowo miał charakter nieformalnej grupy dyskusyjnej. Klub został zarejestrowany jako stowarzyszenie w roku 2003. Statutowymi celami Klubu są: interdyscyplinarna i międzypokoleniowa integracja stypendystów, działania wspierające naukę i propagujące etos naukowca oraz nauczyciela, krzewienie dobrej praktyki naukowej, podnoszenie kwalifikacji, wspieranie działań promujących naukę. Historia Klubu naznaczona jest bolesnym zdarzeniem - tragiczną śmiercią dr. Artura Rojszczaka, współzałożyciela i animatora Klubu. Dla uczczenia Jego pamięci Klub ustanowił nagrodę Jego imienia, przyznawaną corocznie młodym doktorom wyróżniającym się osobowością, humanizmem, pasją naukową oraz dorobkiem badawczym.